# Ataúd blanco (pintura)
El ataúd blanco es unos de los primeros cuadros pintados por Oswaldo Guayasamín, ganó en 1956 el Gran Premio de Pintura de la III Bienal Hispano-Americana de Arte. Esta obra corresponde a su primera serie o etapa Huacayñan.

## Descripción
En esta pintura el autor retrata en primer plano un ataúd mortuorio pequeño de color blanco decorado con filos plateados, signo tradicional del féretro de un niño, atrás del féretro están  tres mujeres vestidas de blanco con semblantes entristecido. El cuadro esta elaborado en óleo Sobre lámina de plata con una dimensiones de 96 cm de alto por 138 centímetro de largo

## Análisis
En Ecuador es costumbre enterrar a los niños fallecidos en ataúdes de color blanco, y en épocas anteriores eran decorados con pan de oro, sin embargo, las familias indígenas de escasos recursos económicos, utilizaban en la decoración el papel brillante del interior de las cajetillas de cigarrillo.